# David Sesay
David Sesay (Brent, 18 settembre 1998) è un calciatore sierraleonese, difensore dell'Eastbourne Borough.

## Carriera

### Club
Dal 2007 al 2018 ha giocato nelle giovanili del Watford. Tra il 2018 ed il 2021 ha giocato complessivamente 56 partite nella quarta divisione inglese con il Crawley Town, per poi proseguire la carriera in quinta divisione con vari club.

### Nazionale
Nel 2021 ha esordito in nazionale; nel medesimo anno ha anche partecipato alla Coppa d'Africa, senza però giocarvi nessuna partita.